# ガンベットラ
ガンベットラ（伊: Gambettola）は、イタリア共和国エミリア＝ロマーニャ州フォルリ＝チェゼーナ県にある、人口約11,000人の基礎自治体（コムーネ）。

## 地理

### 位置・広がり
フォルリ＝チェゼーナ県東部に位置するコムーネ。コムーネ面積は 7.58 km2 で、県内で最も小さい。

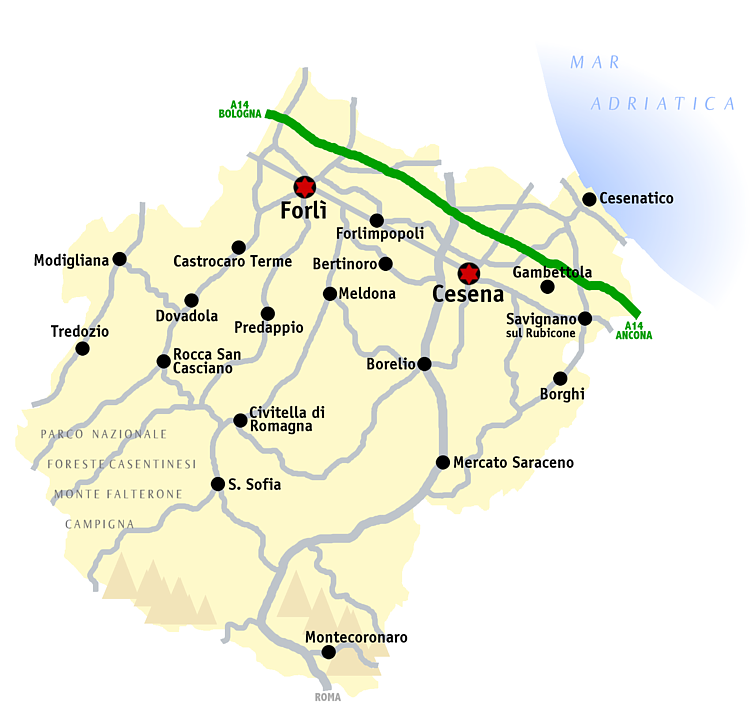
フォルリ＝チェゼーナ県概略図

#### 隣接コムーネ
隣接するコムーネは以下の通り。
- チェゼーナ
- チェゼナーティコ
- ガッテーオ
- ロンジャーノ

### 気候分類・地震分類
ガンベットラにおけるイタリアの気候分類 (it) および度日は、zona E, 2234 GGである。
また、イタリアの地震リスク階級 (it) では、zona 2 (sismicità media) に分類される。

## 姉妹都市
- モンティキアーリ、イタリア